# Тут… недалеко
«…Тут недалеко…» — малоизвестный короткометражный художественный фильм 1979 года, дипломная работа режиссёра Георгия Николаенко, обнаруженная сыном Юрия Никулина Максимом Никулиным в семейном архиве.

## Сюжет
Ветеран Великой Отечественной войны приехал в Москву, чтобы найти своих однополчан. Но в поисках друзей его преследуют неудачи: кто-то умер, кто-то переехал — и он растерянно бормочет таксисту, называя очередной адрес: «…Тут недалеко…». Наконец он встречает своего друга-солдата. Они идут в старый блиндаж, вспоминают погибших однополчан.

## В ролях
- Юрий Никулин — приезжий
- Лев Дуров — Рябьев, инспектор ГАИ
- Борис Токарев — таксист Пашка (Павел Сергеевич) (озвучивал Евгений Герасимов)
- Николай Смирнов — Пётр, однополчанин приезжего

## Съёмочная группа
- Сценарист и режиссёр: Георгий Николаенко
- Оператор: Анатолий Гришко
- Художник: Игорь Бахметьев
- Композитор: Александр Гольдштейн
- Дирижёр: Сергей Скрипка
- Художник по костюмам: Мариам Быховская
- Художественный руководитель: Лео Арнштам

## Технические данные
- Цветной, звуковой
- Высшие курсы сценаристов и режиссёров при Госкино СССР. Мастерская А. Митты